# Canna (Scozia)
Canna (in Lingua gaelica scozzese: Canaigh; Eilean Chanaigh) è la più occidentale delle isole dell'arcipelago delle isole Small, nelle Ebridi Interne in Scozia. È collegata con la vicina isola di Sanday tramite una strada e da banchi di sabbia durante la bassa marea.
L'isola è lunga 7 km e larga, 1,5. Circa 10 km ad ovest dell'isola si trovano gli scogli di Hyskeir e Humla.